# Championnat du Chili de football 1980
Navigation
Saison précédente Saison suivante
La saison 1980 du Championnat du Chili de football est la quarante-huitième édition du championnat de première division au Chili. Les dix-huit meilleurs clubs du pays sont regroupés au sein d'une poule unique où elles s'affrontent deux fois, à domicile et à l'extérieur. En fin de saison, afin de permettre le passage du championnat à 16 clubs, les quatre derniers du classement sont relégués et remplacés par les deux meilleurs clubs de Segunda División, la deuxième division chilienne tandis que les 13e et 14e disputent un barrage de promotion-relégation face aux 3e et 4e de D2. 
C'est le Club de Deportes Cobreloa qui remporte le championnat cette saison après avoir terminé en tête du classement final, avec trois points d'avance sur le CF Universidad de Chile et cinq sur le tenant du titre, Colo Colo. C'est le tout premier titre de champion du Chili de l'histoire du club, qui, en trois saisons parmi l'élite, a toujours terminé à l'une des deux premières places.

## Les clubs participants
| - Santiago Wanderers - Colo Colo - CD Universidad Católica - CF Universidad de Chile - Unión Española - CD Coquimbo Unido - Club de Deportes Iquique - Promu de Segunda División - Deportes Naval de Talcahuano - Club de Deportes Cobreloa | - Green Cross-Temuco - Club de Deportes Lota Schwager - Club Deportivo O'Higgins - Club de Deportes Aviación - Club Deportes Concepción - Club Deportivo Palestino - Deportes Magallanes - Promu de Segunda División - CD Everton de Viña del Mar - Audax Italiano |

## Compétition
Le barème utilisé pour établir le classement est le suivant :
- Victoire : 2 points
- Match nul : 1 point
- Défaite : 0 point

### Classement
| Rang | Équipe                         | Pts | J  | G  | N  | P  | Bp | Bc | Diff |
| ---- | ------------------------------ | --- | -- | -- | -- | -- | -- | -- | ---- |
| 1    | Club de Deportes Cobreloa +1   | 48  | 34 | 17 | 13 | 4  | 51 | 25 | +26  |
| 2    | CF Universidad de Chile +1     | 45  | 34 | 16 | 12 | 6  | 38 | 21 | +17  |
| 3    | Colo ColoT +1                  | 43  | 34 | 16 | 10 | 8  | 76 | 40 | +36  |
| 4    | Club Deportes Concepción       | 41  | 34 | 15 | 11 | 8  | 64 | 49 | +15  |
| 5    | Club Deportivo O'Higgins       | 40  | 34 | 15 | 10 | 9  | 47 | 32 | +15  |
| 6    | Unión Española                 | 39  | 34 | 14 | 11 | 9  | 57 | 40 | +17  |
| 7    | CD Everton de Viña del Mar     | 36  | 34 | 13 | 10 | 11 | 53 | 43 | +10  |
| 8    | Deportes Magallanes P          | 36  | 34 | 11 | 14 | 9  | 31 | 32 | -1   |
| 9    | Club Deportivo Palestino       | 35  | 34 | 12 | 11 | 11 | 47 | 42 | +5   |
| 10   | CD Universidad Católica        | 35  | 34 | 12 | 11 | 11 | 48 | 48 | 0    |
| 11   | Audax Italiano                 | 34  | 34 | 11 | 12 | 11 | 40 | 40 | 0    |
| 12   | Deportes Naval de Talcahuano   | 34  | 34 | 12 | 10 | 12 | 35 | 45 | -10  |
| 13   | Club de Deportes Aviación      | 31  | 34 | 9  | 13 | 12 | 38 | 53 | -15  |
| 14   | Club de Deportes IquiqueC P +2 | 30  | 34 | 7  | 14 | 13 | 32 | 51 | -19  |
| 15   | CD Coquimbo Unido              | 25  | 34 | 5  | 15 | 14 | 30 | 52 | -22  |
| 16   | Club de Deportes Lota Schwager | 24  | 34 | 7  | 10 | 17 | 35 | 57 | -22  |
| 17   | Santiago Wanderers             | 23  | 34 | 5  | 13 | 16 | 35 | 52 | -17  |
| 18   | Green Cross-Temuco             | 18  | 34 | 5  | 8  | 21 | 26 | 61 | -35  |

|  | Qualification pour la Copa Libertadores 1981                                     |
|  | Qualification pour la Liguilla pré-Libertadores                                  |
|  | Participation au barrage de promotion-relégation                                 |
|  | Relégation directe en Segunda División                                           |
|  | T : Tenant du titre C : Vainqueur de la Copa Chile P : Promu de Segunda División |

- Les résultats obtenus en Copa Chile donnent un bonus pris en compte dans le classement final : le vainqueur obtient deux points de bonification, les trois demi-finalistes ont un point.

### Liguilla pré-Libertadores
| Rang | Équipe                   | Pts | J | G | N | P | Bp | Bc | Diff |  | Résultats (▼ dom., ► ext.) | Colo | Univ | O'Hi | Conc |
| ---- | ------------------------ | --- | - | - | - | - | -- | -- | ---- |  | -------------------------- | ---- | ---- | ---- | ---- |
| 1    | Colo Colo                | 8   | 6 | 3 | 2 | 1 | 14 | 7  | +7   |  | Colo Colo                  |      | 2-2  | 3-0  | 5-2  |
| 2    | CF Universidad de Chile  | 8   | 6 | 3 | 2 | 1 | 6  | 6  | 0    |  | CF Universidad de Chile    | 1-1  |      | 1-0  | 1-0  |
| 3    | Club Deportivo O'Higgins | 7   | 6 | 3 | 1 | 2 | 8  | 7  | +1   |  | Club Deportivo O'Higgins   | 2-1  | 3-0  |      | 1-1  |
| 4    | Club Deportes Concepción | 0   | 6 | 0 | 0 | 6 | 4  | 12 | -8   |  | Club Deportes Concepción   | 0-2  | 0-1  | 1-2  |      |

|  | Qualification pour le match de barrage |

#### Match de barrage
| 3 janvier 1981 | CF Universidad de Chile | 2 - 1 | Colo Colo       | Estadio Nacional, Santiago du Chili           |                                               |
|                | Castec 60e · Salah 86e  |       | Vasconcelos 42e | Spectateurs : 74 747 Arbitrage : Hernán Silva | Spectateurs : 74 747 Arbitrage : Hernán Silva |

### Barrage de promotion-relégation
- Les clubs classés 15e et 16e de Primera División retrouvent les 3e et 4e de Segunda División en poule de promotion-relégation. Les deux premiers du classement accèdent ou se maintiennent en première division.

| Rang | Équipe                    | Pts | J | G | N | P | Bp | Bc | Diff |  | Résultats (▼ dom., ► ext.) | Iqui | Sere | Avia | Sant |
| ---- | ------------------------- | --- | - | - | - | - | -- | -- | ---- |  | -------------------------- | ---- | ---- | ---- | ---- |
| 1    | Club de Deportes Iquique  | 5   | 3 | 2 | 1 | 0 | 4  | 2  | +2   |  | Club de Deportes Iquique   |      | 1-1  | 2-1  | 1-0  |
| 2    | Deportes La Serena (D2)   | 3   | 3 | 0 | 3 | 0 | 4  | 4  | 0    |  | Deportes La Serena (D2)    |      |      | 3-3  | 0-0  |
| 3    | Club de Deportes Aviación | 2   | 3 | 0 | 2 | 1 | 6  | 7  | -1   |  | Club de Deportes Aviación  |      |      |      | 2-2  |
| 4    | CD Santiago Morning (D2)  | 2   | 3 | 0 | 2 | 1 | 2  | 3  | -1   |  | CD Santiago Morning (D2)   |      |      |      |      |

|  | Promotion en Primera División  |
|  | Relégation en Segunda División |

## Bilan de la saison
| Championnat du Chili de football 1980 | |
| Champion                              | Club de Deportes Cobreloa (1er titre)                                                                            |
| Coupes et trophées                    | |
| Vainqueur de la Coupe du Chili 1980   | Club de Deportes Iquique                                                                                         |
| Qualifications continentales          | |
| Copa Libertadores 1981                | Club de Deportes Cobreloa                                                                                        |
| Copa Libertadores 1981                | CF Universidad de Chile                                                                                          |
| Promotions et relégations             | |
| Promus en Primera División            | Deportes La Serena Deportivo Ñublense CD San Luis de Quillota                                                    |
| Relégués en Segunda División          | Santiago Wanderers CD Coquimbo Unido Club de Deportes Aviación Green Cross-Temuco Club de Deportes Lota Schwager |